# سلاح بيولوجي

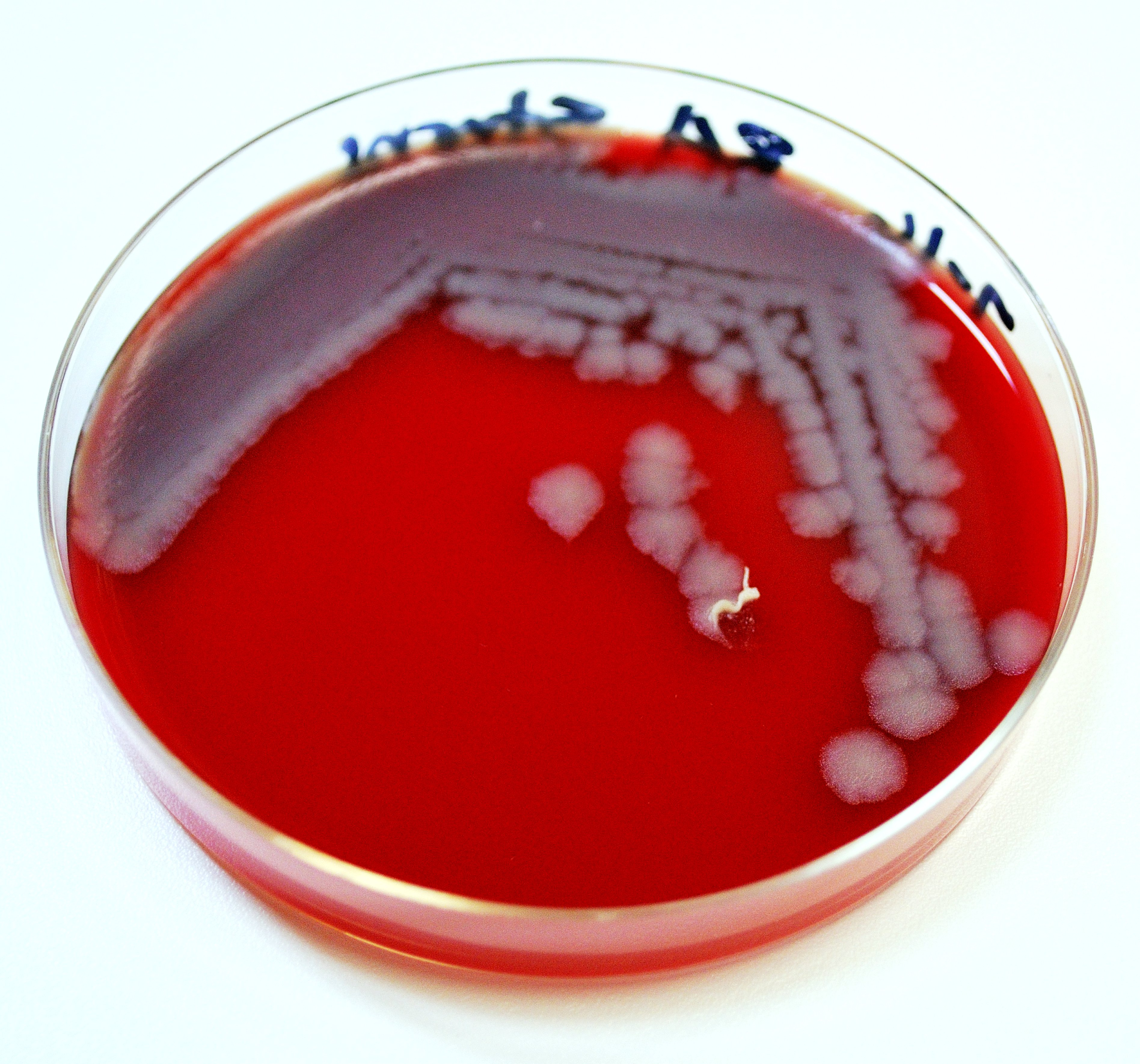
Bacillus anthrax is البكتيريا(العصوية الجمرية) المسببة الجمرة الخبيثة احدى اخطر الاسلحة البيولوجية

لم تكن الحروب البيولوجية حديثة العهد بل كانت مستخدمة في العصور القديمة. لقد كان الرومان في حروبهم يقومون بتسميم الأنهار وآبار المياه وقد تم استخدام أسلحة بيولوجية في العصر الحديث في أيام الحرب العالمية الأولى وتتكون الأسلحة البيولوجية من مكونات بكتيرية سامة أو طفيليات أو فيروسات وتعتبر خطورتها في انتشارها وتعتبر أخطرها هي الجدري والجمرة الخبيثة وايبولا تعتبر الأسلحة البيولوجية من أخطر الأسلحة على وجه الأرض إلى الآن حيث أنه فاق السلاح النووي في الحروب من حيث القوة التدميرية والآثار المترتبة عليه بشريا وماديا حيث يتوقف خطر الأسلحة النووية في الاشعاعات والنقطة التي تم تدميرها فيما قد يؤدي خروج آثار سلاح بيولوجي عن السيطرة أو تحوره الي ما قد يهدد الوجود الإنساني بحد ذاته فقد يسبب الانقراض في حال انتشاره وتطوره بحيث لا تعمل اللقاحات والعلاجات المصممة له .

## المستقبل
تتنافس الدول على امتلاك الأسلحة البيولوجية وقد تستخدم في المستقبل بديلا عن القنابل النووية.

## اتفاقية جنيف لمنع انتشار الأسلحة البيولوجية
عقد العزم على العمل من أجل تحقيق تقدم فعلي نحو نزع السلاح العام الكامل، بما فيها حظر وإزالة جميع أنواع أسلحة الدمار الشامل، واقتناعا منها بأن حظر استحداث وإنتاج وتخزين الأسلحة الكيميائية والبكتريولوجية (البيولوجية) والقضاء عليها، من خلال اتخاذ تدابير فعالة، وسوف ييسر تحقيق نزع السلاح العام والكامل في ظل رقابة دولية صارمة وفعالة.
الاعتراف بالأهمية الكبرى لبروتوكول حظر الاستعمال الحربي الغازات الخانقة أو السامة أو غيرها من الغازات ولوسائل البكتريولوجية، الموقعة في جنيف في 17 حزيران 1925، وإدراكا منها أيضا للمساهمة التي البروتوكول المذكور قدمت بالفعل، وتواصل تقديم، للتخفيف من ويلات الحرب، وإذ تؤكد من جديد تمسكها بمبادئ وأهداف هذا البروتوكول، وتدعو جميع الدول بالامتثال التام معهم، وإذ تشير إلى أن الجمعية العامة للأمم المتحدة قد أدانت تكرارا جميع الأفعال المنافية للمبادئ وأهداف بروتوكول جنيف 17 يونيو / حزيران 1925، رغبة منها في المساهمة في تعزيز الثقة بين الشعوب والتحسن العام في المناخ الدولي، رغبة منها أيضا إلى المساهمة في تحقيق مقاصد ومبادئ ميثاق الأمم المتحدة، مقتنعة بأهمية وإلحاح القضاء من ترسانات الدول، عن طريق اتخاذ تدابير فعالة، مثل أسلحة الدمار الشامل الخطيرة كتلك التي تستخدم الأسلحة الكيماوية أو الجرثومية (البيولوجية)، الاعتراف بأن التوصل إلى اتفاق بشأن حظر الأسلحة البكتريولوجية (البيولوجية) والتكسينية يمثل خطوة أولى ممكنة نحو التوصل إلى اتفاق بشأن اتخاذ تدابير فعالة أيضا لحظر استحداث وإنتاج وتخزين الأسلحة الكيميائية، والعزم على مواصلة المفاوضات لتحقيق هذا نهاية، العزم، من أجل البشرية جمعاء، على أن تستبعد تماما احتمال استعمال العوامل البكتريولوجية (البيولوجية) والتكسينات كأسلحة، واقتناعا منها بأن مثل هذا الاستخدام سيكون مناف للضمير البشرية، وأنه لا ينبغي ادخار أي جهد للتقليل من هذه المخاطر، اتفقتا على ما يلي :
المادة الأولى
على كل دولة طرف في هذه الاتفاقية، تتعهد قط في أي ظرف من الظروف لتطوير وإنتاج وتخزين أو
على خلاف ذلك اكتساب جنسيتها أو الاحتفاظ :
1. جرثومي أو غيرها من العوامل البيولوجية، أو السموم مهما كان مصدرها أو طريقة إنتاجها، من أنواع وبكميات لا مبرر لها لأغراض الوقاية أو الحماية أو الأغراض السلمية الأخرى ؛
2. أسلحة أو معدات أو وسائل الإيصال المصممة لاستخدام تلك العوامل أو التكسينات لأغراض عدائية أو في النزاعات المسلحة.
المادة الثانية
على كل دولة طرف في هذه الاتفاقية، تتعهد لتدمير، أو لتحويلها إلى الأغراض السلمية، في أقرب وقت ممكن ولكن في موعد لا يتجاوز تسعة أشهر بعد بدء نفاذ الاتفاقية، وجميع وكلاء والسموم والأسلحة والمعدات ووسائل الإيصال المحددة في المادة الأولى من الاتفاقية، والتي هي في حوزته أو تحت ولايتها أو سيطرتها. في تطبيق أحكام هذه المادة جميع احتياطات السلامة الضرورية يجب الالتزام من أجل حماية السكان والبيئة.
المادة الثالثة
على كل دولة طرف في هذه الاتفاقية، تتعهد بعدم نقل أي whatsover المتلقي، مباشرة أو غير مباشرة، وليس في أي وسيلة لمساعدة أو تشجيع أو تحريض أي دولة أو مجموعة من الدول أو المنظمات الدولية لتصنيع أو حيازة أي من الوكلاء، السموم والأسلحة والمعدات ووسائل الإيصال المحددة في المادة الأولى من الاتفاقية.
المادة الرابعة
على كل دولة طرف في هذه الاتفاقية، وفقا لإجراءاتها الدستورية، واتخاذ كل التدابير اللازمة لحظر ومنع تطوير وإنتاج وتخزين أو حيازة أو حفظ العوامل والسموم والأسلحة والمعدات ووسائل الإيصال المحددة في المادة الأولى من الاتفاقية، داخل أراضي هذه الدولة، تحت ولايتها أو تحت سيطرتها في أي مكان.
المادة الخامسة
الدول الأطراف في هذه الاتفاقية، تتعهد تتشاور مع بعضها بعضا، والتعاون من أجل حل أية مشاكل قد تنشأ فيما يتعلق بالهدف من، أو في تطبيق الأحكام، الواردة في الاتفاقية. التشاور والتعاون عملا بهذه المادة يمكن أيضا أن يجري من خلال الإجراءات الدولية المناسبة ضمن إطار الأمم المتحدة وفقا لميثاق الأمم المتحدة.
المادة السادسة
1. أي دولة طرف في هذه الاتفاقية التي يرى أن أي دولة طرف أخرى تعمل في انتهاك للالتزامات المترتبة عليها بموجب أحكام هذه الاتفاقية أن تقدم شكوى إلى مجلس الأمن التابع للأمم المتحدة. مثل هذه الشكوى، وينبغي أن تشمل جميع الأدلة الممكنة لإثبات صحتها، وكذلك طلبا للنظر فيها من قبل مجلس الأمن.
2. على كل دولة طرف في هذه الاتفاقية، تتعهد بالتعاون في إجراء أية تحقيقات في مجلس الأمن الذي قد تشرع، وفقا لأحكام ميثاق الأمم المتحدة، على أساس أن الشكوى التي وردت إلى المجلس. مجلس الأمن بإبلاغ الدول الأطراف في الاتفاقية من نتائج التحقيق.
المادة السابعة
على كل دولة طرف في هذه الاتفاقية، تتعهد بتقديم المساعدة أو الدعم، وفقا لميثاق الأمم المتحدة، إلى أي طرف في الاتفاقية التي تطلب ذلك، إذا قرر مجلس الأمن أن هذا الطرف قد تعرضت للخطر نتيجة لانتهاك اتفاقية.
المادة الثامنة
ليس في هذه الاتفاقية ما يفسر على أنه بأي حال من الأحوال يحد أو ينتقص من الالتزامات المترتبة على أية دولة بموجب بروتوكول حظر الاستعمال الحربي الغازات الخانقة أو السامة أو الغازات الأخرى، ووسائل البكتريولوجية، الموقعة في جنيف في 17 حزيران 1925.
المادة التاسعة
على كل دولة طرف في هذه الاتفاقية تؤكد الهدف المعترف به لحظر الأسلحة الكيميائية بصورة فعالة، وتحقيقا لهذه الغاية، تتعهد بمواصلة المفاوضات بحسن نية بغية التوصل إلى اتفاق مبكر بشأن اتخاذ تدابير فعالة لحظر تطويرها وإنتاجها وتخزينها ولتدميرها، وعلى التدابير المناسبة بشأن المعدات ووسائل الإيصال الموجهة خصيصا لإنتاج أو استعمال العوامل الكيميائية لأغراض صنع الأسلحة.
المادة العاشرة
1. على الدول الأطراف في هذه الاتفاقية، تتعهد تيسير، ولهم الحق في المشاركة في ذلك تبادل ممكن للمعدات والمواد والمعلومات العلمية والتكنولوجية لاستخدام الأسلحة البكتريولوجية (البيولوجية) والتكسينات للأغراض السلمية. الأطراف في الاتفاقية في وضع يسمح لها بذلك، كما تتعاون في المساهمة بصورة فردية أو بالاشتراك مع غيرها من الدول أو المنظمات الدولية إلى مواصلة تطوير وتطبيق الاكتشافات العلمية في ميدان علم الجراثيم (البيولوجيا) للوقاية من المرض، أو لأغراض سلمية أخرى.
2. وهذه الاتفاقية يجب أن تنفذ بطريقة تهدف لتجنب عرقلة التنمية الاقتصادية أو التكنولوجية للدول الأطراف في الاتفاقية أو التعاون الدولي في ميدان الأنشطة السلمية البكتريولوجية (البيولوجية)، بما في ذلك التبادل الدولي للالبكتريولوجية (البيولوجية) وكلاء السموم ومعدات لتجهيز أو استخدام أو إنتاج الأسلحة البكتريولوجية (البيولوجية) والتكسينات للأغراض السلمية وفقا لأحكام الاتفاقية.
المادة الحادية عشرة
يجوز لأي دولة طرف أن تقترح تعديلات لهذه الاتفاقية. تدخل التعديلات حيز التنفيذ بالنسبة لكل دولة طرف الموافقة على التعديلات بعد قبولها من جانب غالبية الدول الأطراف في الاتفاقية، وبعد ذلك بالنسبة إلى كل دولة طرف في تاريخ القبول به.
المادة الثانية عشرة
بعد خمس سنوات من بدء نفاذ هذه الاتفاقية، أو قبل ذلك إذا طلبت ذلك أغلبية من الأطراف في الاتفاقية عن طريق تقديم اقتراح بهذا المعنى إلى الحكومات الوديعة، عقد مؤتمر للدول الأطراف في الاتفاقية المزمع عقده في جنيف، وسويسرا، لاستعراض سير العمل بالاتفاقية، وذلك بغية التأكد من أن مقاصد ديباجة وأحكام الاتفاقية، بما في ذلك الأحكام المتعلقة بالمفاوضات بشأن الأسلحة الكيميائية، ويجري تحقيقه. ويأخذ هذا الاستعراض في الاعتبار أي تطورات علمية وتكنولوجية جديدة ذات الصلة بالاتفاقية.
المادة الثالثة عشرة
1. هذه الاتفاقية غير محددة المدة.
2. على كل دولة طرف في هذه الاتفاقية في ممارستها لسيادتها الوطنية، الحق في الانسحاب من الاتفاقية إذا ما قررت أن أحداثا استثنائية تتصل بموضوع الاتفاقية، قد تعرض للخطر المصالح العليا لبلاده. وعليها أن تخطر بذلك الانسحاب جميع الدول الأطراف الأخرى في الاتفاقية والأمم المتحدة إلى مجلس الأمن قبل ثلاثة أشهر. ويتضمن هذا الاشعار بيانا بالأحداث الاستثنائية التي ترى أنها تهدد مصالحه العليا.
المادة الرابعة عشرة
1. هذه الاتفاقية يجب أن تكون مفتوحة لجميع الدول للتوقيع عليها. أي دولة لم توقع على الاتفاقية قبل دخولها حيز النفاذ وفقا للفقرة 3 من هذه المادة أن تنضم إليها في أي وقت.
2. هذه الاتفاقية تخضع لتصديق الدول الموقعة عليها. صكوك التصديق وصكوك الانضمام تودع مع حكومات كل من المملكة المتحدة لبريطانيا العظمى وأيرلندا الشمالية، واتحاد الجمهوريات الاشتراكية السوفياتية والولايات المتحدة الأمريكية، المعينة بموجب هذه الاتفاقية حكومات وديعة.
3. هذه الاتفاقية تدخل حيز النفاذ بعد إيداع وثائق التصديق من قبل اثنتين وعشرين حكومة، بما في ذلك الحكومات وديعة للاتفاقية.
4. بالنسبة للدول التي تودع صكوك تصديقها أو انضمامها بعد بدء نفاذ هذه الاتفاقية، وجب عليه أن يدخل حيز النفاذ من تاريخ إيداع وثائق تصديقها أو انضمامها.
5. الحكومات الوديعة على الفور بإبلاغ جميع الدول الموقعة والمنضمة بتاريخ كل توقيع، وتاريخ إيداع كل صك تصديق أو انضمام وتاريخ بدء نفاذ هذه الاتفاقية، واستلام إشعارات أخرى.
6. يقوم بتسجيل هذه الاتفاقية من قبل الحكومات الوديعة عملا بالمادة 102 من ميثاق الأمم المتحدة.